# PGC 11369
LEDA/PGC 11369, auch UGC 2466, ist eine leuchtschwache Irreguläre Galaxie vom Hubble-Typ IAm im Sternbild
Perseus am Nordsternhimmel. Sie ist schätzungsweise 227 Millionen Lichtjahre von der Milchstraße entfernt und hat einen Durchmesser von etwa 115.000 Lichtjahren. Vom Sonnensystem aus entfernt sich das Objekt mit einer errechneten Radialgeschwindigkeit von näherungsweise 5.500 Kilometern pro Sekunde.
Gemeinsam mit fünf weiteren Mitgliedern bildet sie die Lyons Groups of Galaxies LGG 80 um PGC 11625. Im selben Himmelsareal befinden sich unter anderem die Galaxien PGC 138565, PGC 138577, PGC 2066174, PGC 213139.